# Rough Trade
Rough Trade est un label discographique indépendant britannique. Il est issu des boutiques de disques Rough Trade Shop fondées par Geoff Travis dans l'Ouest de Londres en 1976.
Après avoir promu et vendu avec succès les disques de groupes de punk rock, de post-punk et de pop indépendante tels que The Normal et Desperate Bicycles, Travis a commencé à gérer et distribuer des groupes tels que Scritti Politti, puis a finalement lancé le label en 1978. Ce dernier devient indépendant du magasin en 1982. Il avait pour particularité de s'inspirer de la politique de gauche et d'être structuré comme une coopérative.
L'intérêt grandissant des grands labels vis-à-vis de la scène indépendante britannique à la fin des années 1980, combiné à d'autres facteurs, ont entraîné de sérieux problèmes de trésorerie et finalement la faillite du label Rough Trade en 1991. Cependant, Travis ressuscite le label à la fin des années 1990, rencontrant le succès avec The Libertines, The Strokes et Anohni and the Johnsons. La liste des artistes est alors très variée, allant du rock alternatif au post-punk et à la new wave, en passant par le garage rock et le rock psychédélique, mais aussi l'art pop, le folk, la musique électronique et la soul.

## Histoire
Rough Trade est à l'origine un magasin de disques ouvert par Geoff Travis sur Kensington Park Road, à l'ouest de Londres, en février 1976. Il aurait emprunté le nom du label au groupe canadien art punk/new wave Rough Trade, inspiré par ce que Travis a décrit comme l'« environnement communautaire » de la librairie City Lights de San Francisco, spécialisée dans le garage rock et le reggae. Steve Montgomery, qui était à l'origine un client de la boutique, s'est vu offrir un emploi peu après son ouverture et en est devenu le co-gérant effectif. Travis et Montgomery sont rejoints par un autre employé, Richard Scott, en juin 1977,.
Rough Trade produit son propre disque pour la première fois après que le groupe punk français Métal Urbain soit venu demander de l'aide pour faire connaître sa musique. En 1978, le magasin commence à organiser un réseau de distribution de disques, baptisé The Cartel, en collaboration avec d'autres magasins de disques indépendants au Royaume-Uni. Ce réseau permet à de petites maisons de disques telles que Factory Records et 2 Tone Records de vendre leurs disques au niveau national. Il se spécialise surtout dans le post-punk européen et le rock alternatif de la fin des années 1970 et du début des années 1980. Il distribue également et vend une série de fanzines britanniques contemporains tels que Sniffin’ Glue, No Cure, Vague, Acts of Defiance, Love and Molotov Cocktails, Attack on Bzag, Ded Yampy et Alternative Sounds.
Le label Rough Trade publie ensuite un single du chanteur jamaïcain de reggae Augustus Pablo, le premier EP du groupe de Sheffield Cabaret Voltaire et le deuxième single de Stiff Little Fingers, Alternative Ulster. En 1978, le label sort des singles de Monochrome Set, Subway Sect, Swell Maps, Electric Eels, Spizzoil et Kleenex. En 1979, le premier album de Rough Trade, Inflammable Material de Stiff Little Fingers, atteint la 14e place des charts britanniques et devient le premier album indépendant à se vendre à plus de 100 000 exemplaires au Royaume-Uni. À cette époque, l'importance de Rough Trade est telle qu'il fait l'objet d'un documentaire au South Bank Show.
En 1982, les points de vente au détail rompent avec les divisions A&R et distribution, après une décision autorisant le rachat par le personnel des magasins[. La branche distribution se retrouve en situation de surcapacité en 1991 et le manque de liquidités conduit à un dépôt de bilan. L'ensemble de l'entreprise a fini par être placé sous séquestre.
Rough Trade Records est relancé en 2000 en tant qu'entité indépendante, un partenariat entre Travis, Jeanette Lee (un ancien membre de Public Image Ltd.), et des partenaires minoritaires Sanctuary Records, en tant que partie du groupe Zomba jusqu'au 11 juin 2002 lorsque BMG rachète cette entreprise. Avant le rachat par BMG, Rough Trade Records avait sorti le premier EP des Strokes, The Modern Age, au printemps 2001. En juillet 2007, Sanctuary Records vend ensuite Rough Trade au Beggars Group pour 800 000 livres sterling, ce qui rend Rough Trade à nouveau indépendant. Rough Trade est une filiale appartenant au Beggars Group, qui est lui-même une société privée non cotée en bourse.
Depuis sa renaissance et son partenariat avec le Beggars Group, Rough Trade confirme sa place sur le marché en enregistrant des artistes tels que Warpaint, Howler, Pantha Du Prince, Emiliana Torrini, Dean Blunt, Belle and Sebastian, Stray Heart et bien d'autres.

## Groupes et artistes
Groupes et artistes internationaux, actuels et passés :
- 1990s
- A.R.E. Weapons
- A.R. Kane
- Aberfeldy (en)
- Adam Green
- Air France
- Alasdair Roberts
- Albert Hammond Jr.
- Alela Diane
- Anohni and the Johnsons
- Arcade Fire
- Arthur Russell
- Aztec Camera
- Babyshambles
- Bacio di Tosca
- Basia Bulat
- Baxter Dury
- Bell Orchestre
- Belle and Sebastian
- Bernard Butler
- Bill Drummond
- Black Midi
- Blue Orchids
- Brakes
- British Sea Power
- Butthole Surfers
- Cabaret Voltaire
- Camper Van Beethoven
- Cara Dillon
- Carter USM
- Chris and Cosey
- Chris Thomas
- Colorfinger
- Cornershop
- Delays
- Delta 5
- Destroyer
- Die Krupps
- Disco Inferno
- Duffy
- Easterhouse
- Eastern Lane
- Eddi Reader
- Edward Sharpe and the Magnetic Zeros
- Emilíana Torrini
- Essential Logic
- Galaxie 500
- Giant Sand
- Girl Band
- God Help the Girl
- Gregory Issacs
- Hal
- Hope Sandoval and the Warm Inventions
- Horace Andy
- Howard Bilerman
- Islands
- Ivor Cutler
- James
- James Blood Ulmer
- Jarvis Cocker
- Jeffrey Lewis
- Jenny Lewis
- Kathryn Williams
- Killing Joke
- Lee Perry
- Little Joy
- Lora Logic
- Lucinda Williams
- Mazzy Star
- Métal Urbain
- Micachu
- Miracle Fortress
- Monsters of Folk
- My Morning Jacket
- Mystery Jets
- Pantha du Prince
- Queen Adreena
- Rachel Unthank and the Winterset
- The Raincoats
- Rodrigo Amarante
- Rox
- Ryan Adams
- Scritti Politti
- Skull Disco
- Stiff Little Fingers
- Sufjan Stevens
- Super Furry Animals
- Swell Maps
- Taken by Trees
- Tav Falco's Panther Burns
- The Bats
- The Bell Orchestre
- The Burning Hell
- The Decemberists
- The Del Fuegos
- The Detroit Cobras
- The Dream Syndicate
- The Fall
- The Fiery Furnaces
- The Hidden Cameras
- The Kills
- The Libertines
- The Long Blondes
- The Mighty Diamonds
- The Moldy Peaches
- The Monochrome Set
- The Pop Group
- The Red Crayola
- The Smiths
- The Strange Boys
- The Strokes
- The Sundays
- Thomas Mapfumo
- Television Personalities
- The Unicorns
- The Veils
- The Virgin Prunes
- The Woodentops
- They Might Be Giants
- Vic Godard
- Warpaint
- Robert Wyatt
- Young Marble Giants